# The Seven Stars' Symphony

The Seven Stars' Symphony, opus 132, est une suite symphonique de Charles Koechlin composée en 1933.
Passionné de cinéma, Koechlin inaugure avec cette œuvre une série de compositions en hommage au 7e art. Suivront en 1934 et 1935, les deux recueils de L'Album de Lilian, composés en hommage à l'actrice Lilian Harvey. De la même époque datent Le Portrait de Daisy Hamilton : cahier d'esquisses pour un film imaginaire, op. 140, pour piano ; les Sept Chansons pour Gladys, pour soprano et piano, op. 151, d'après le film Calais-Douvres de Jean Boyer et Anatole Litvak, dans lequel Lilian Harvey tient le rôle de Gladys O'Halloran, puis les Danses pour Ginger, opus 163, pour piano, sous-titrées Cinq pièces en hommage à Ginger Rogers, en 1937.

## Structure de l'œuvre

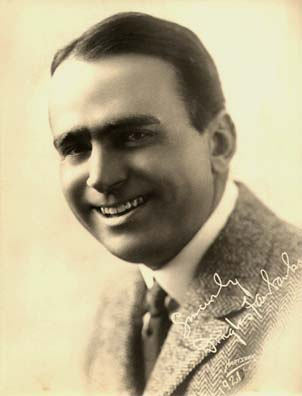
Douglas Fairbanks
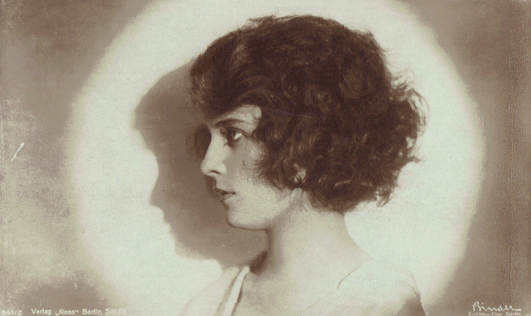
Lilian Harvey
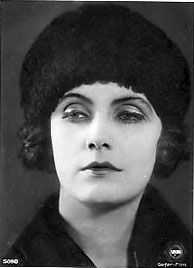
Greta Garbo
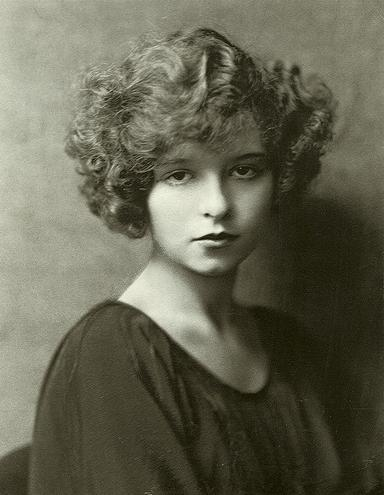
Clara Bow
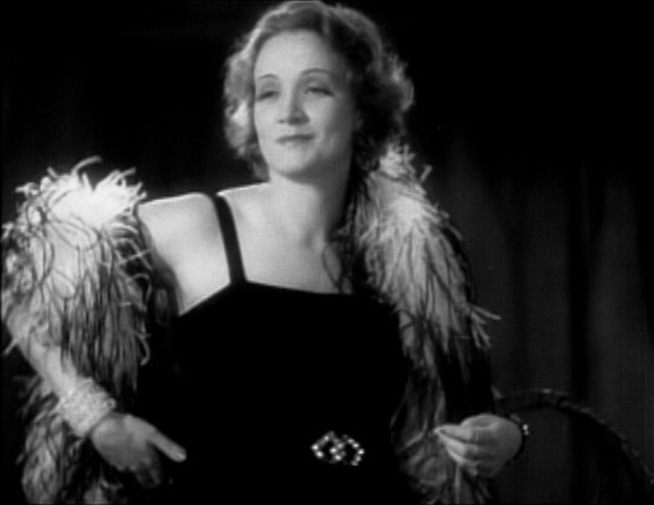
Marlene Dietrich
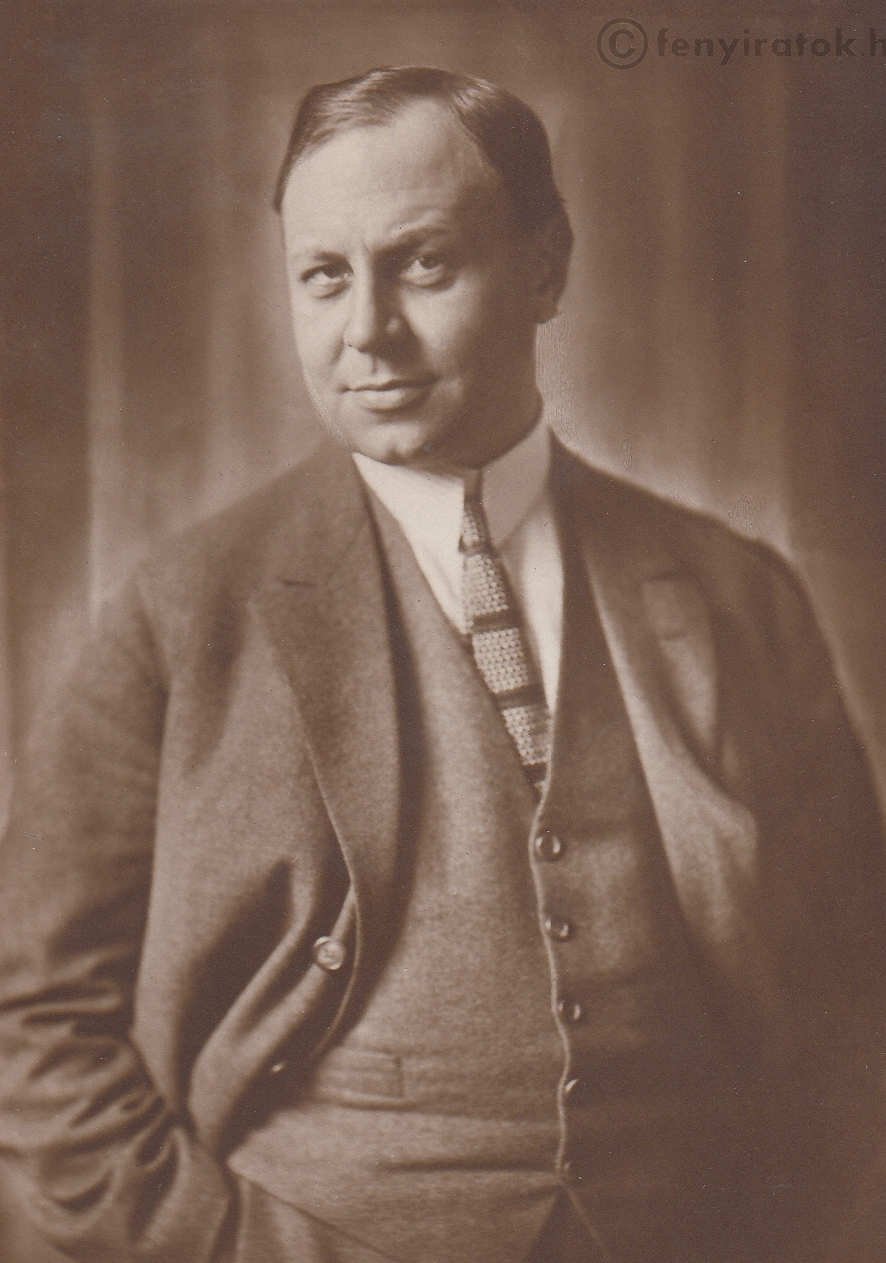
Emil Jannings
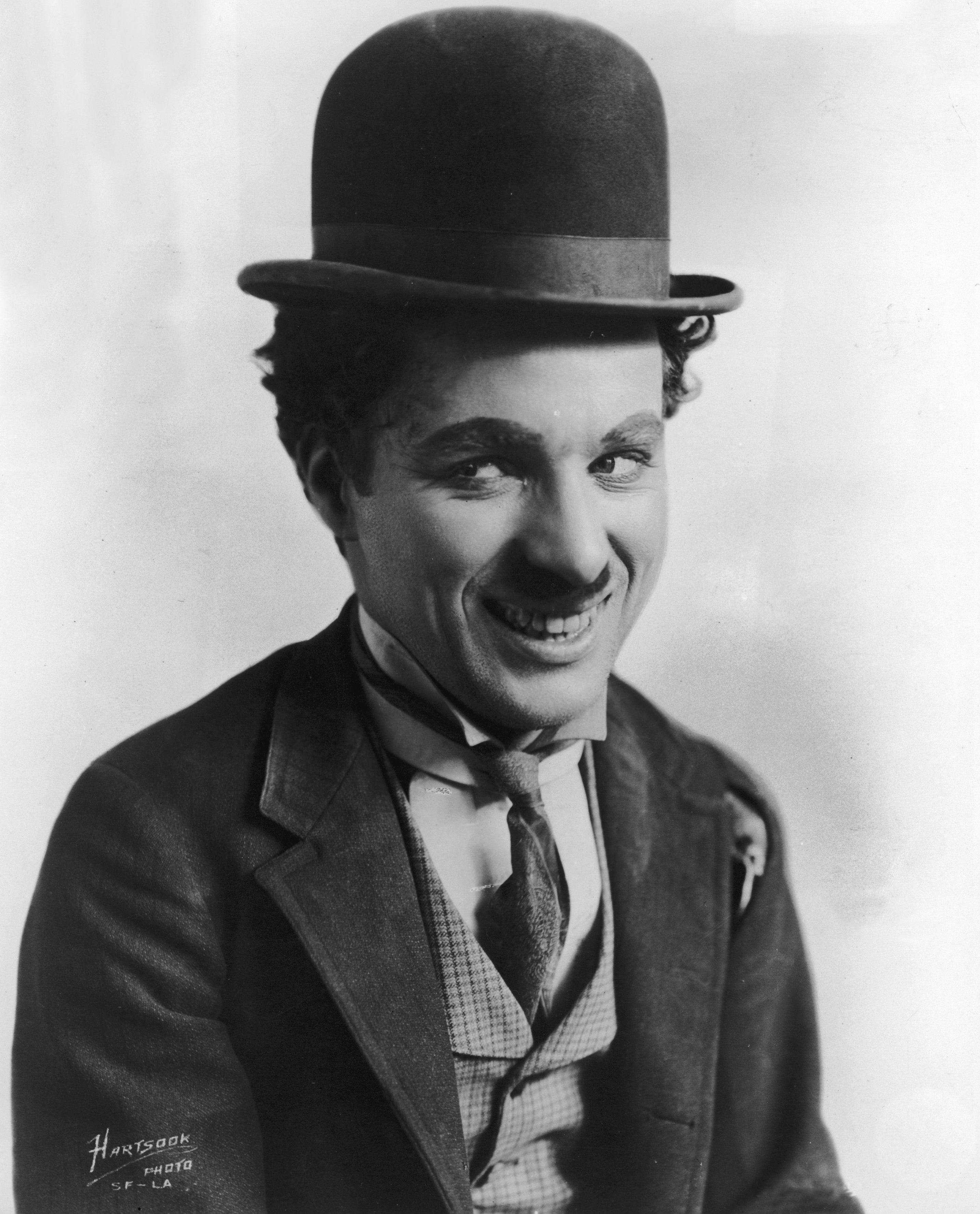
Charlie Chaplin

Cette suite symphonique se compose de sept pièces portant chacune le nom d'une star du cinéma de l'époque :
- Douglas Fairbanks (en souvenir du Voleur de Bagdad)
- Lilian Harvey (menuet fugue)
- Greta Garbo (choral païen)
- Clara Bow et la Joyeuse Californie
- Marlene Dietrich (variations sur le thème fourni par les lettres de son nom)
- Emil Jannings (en souvenir de L'Ange bleu)
- Charlie Chaplin (variations sur le thème fourni par les lettres de son nom) : Le Sommeil du juste - Scandale - La Fuite - Repos - Barcarolle - Berceuse du Kid - L'Espoir chimérique - La Lutte contre un costaud - Sérénade - Tango - Tango de rêve - Résignation et Pardon - Apothéose de Charlot.

## Discographie
- Orchestre philharmonique de Monte-Carlo, dir. Alexandre Myrat (15-23 juin 1982, « Esprit français » EMI Classics 7 64369 2) (OCLC 28768267)
- Deutsches Symphonie-Orchester Berlin, dir. James Judd (4-7 octobre 1995, RCA 09026681462) (OCLC 874931344 et 65431883)